# Clarendon, Jamaica

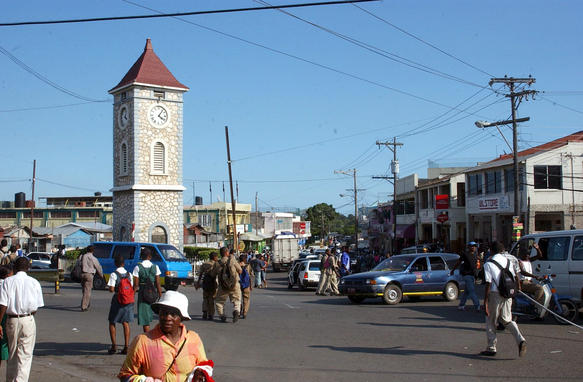
Centrum av May pen town.

Clarendon är en av de 14 församlingarna (parish) i Jamaica. Den ligger på sydkusten. Clarendon hade cirka 246 000 invånare år 2012. Här finns stora förekomster av bauxit, råvaran till aluminium.